# Serpentari del Kinabalu
El serpenari del Kinabalu (Spilornis kinabaluensis) és una espècie d'ocell de la família dels accipítrids (Accipitridae). Habita el bosc de muntanya dels monts Murud i Kinabalu, al nord de Borneo. El seu estat de conservació es considera gairebé amenaçat.